# Ivan Zafirov
Ivan Zafirov   (Sofia, 30 de desembre de 1947) és un exfutbolista búlgar de la dècada de 1970.
Fou 50 cops internacional amb la selecció búlgara amb la qual participà en la Copa del Món de Futbol de 1974.
Pel que fa a clubs, defensà els colors de Sliven i CSKA Sofia.